# Nereis scolopendrina
Nereis scolopendrina är en ringmaskart som beskrevs av Henri Marie Ducrotay de Blainville 1825. Nereis scolopendrina ingår i släktet Nereis och familjen Nereididae. Inga underarter finns listade i Catalogue of Life.